# 13e Legerkorps (Wehrmacht)
Het 13e Legerkorps (Duits: 13. Armeekorps) was een Duits legerkorps van de Wehrmacht tijdens de Tweede Wereldoorlog. In het begin van de oorlog vocht het korps in Polen en aan het westelijke front, maar nadien werd het naar het oostfront verplaatst.  In juli 1944 werd het korps bij Brody omsingeld en vernietigd.

## Krijgsgeschiedenis
Tijdens de Poolse Veldtocht vormde het 13e Legerorps, bestaande uit de 10e Infanteriedivisie en de 17e Infanteriedivisie, de rechtervleugel van het 8e Leger. Op de eerste dag brak het 13e Legerkorps door de grensverdediging. Beide divisies rukten op in de richting van Łódź terwijl ze de flank van het 10e Leger beschermden. De volgende dag staken de Duitsers de Prosna over en ze hervatten hun opmars naar het noordoosten. De Polen probeerden de opmars tegen te houden, maar de vuurkracht van de Duitse divisies was te groot. De Luftwaffe bestookte de Poolse eenheden vanuit de lucht. Enkele dagen later vestigde het 13e Legerkorps een bruggenhoofd over de Warte. De opmars van het 8e Leger dreigde het Poolse leger van Posen te omsingelen, want vanuit het noorden naderde het Duitse 4e Leger. Op 9 september 1939 probeerden de Polen de omsingeling te verbreken. In de Slag van de Bzura vielen ze de flank van het naburige 10e Korps aan. De volgende dag raakte ook de 17e Infanteriedivisie betrokken in de gevechten. De Duitsers werden verrast en ze moesten zich met zware verliezen terugtrekken.  Het Duitse opperbevel greep onmiddellijk in. Het 10e Leger vertraagde zijn opmars en twee van zijn korpsen werden ter ondersteuning naar het 8ste leger overgebracht. Ondanks deze versterkingen duurde het tot 18 september voor de Polen waren verslagen.
Na de overwinning bij Bzura werd het 13e Legerkorps ingezet bij de belegering van Warschau. Het korps kreeg de beschikking over de 10e Infanteriedivisie, 31e Infanteriedivisie en 46e Infanteriedivisie. Het was de bedoeling dat de drie divisies de belangrijkste aanval op Poolse hoofdstad vanuit het zuiden zouden vormen. Op 25 september 1939 begon de aanval, maar na het bombardement van de Luftwaffe capituleerde Warschau op 27 september 1939.
Bij de inval in de Lage Landen speelde het 13de Korps een ondergeschikte rol. Als deel van het 16e Leger rukten de 17e Infanteriedivisie en de 34e Infanteriedivisie in het spoor van Panzergruppe Kleist op door de Ardennen en zwenkten aan de Maas naar het zuiden om de flank van de doorgebroken pantserdivisies te beschermen. Tijdens de Slag om Frankrijk vormde het korps de rechtervleugel van het 12e Leger. Het korps brak door de Franse verdediging aan de Aisne en veroverde Châlons-sur-Marne. Op het moment van de Franse capitulatie bevond de voorhoede zich bij Chalon-sur-Saône.
In juli 1940 werd het korps, bestaande uit de 17de Infanteriedivisie en de 35e Infanteriedivisie, verplaatst naar Duinkerke. Samen met het 7e Korps zou het 13de Korps de eerste aanvalsgolf vormen van het 16e Leger voor de aanval op Groot-Brittannië. De divisies moesten bij Folkestone aan land gaan. Na de annulatie van operatie Seelöwe werd het korps voor korte tijd verplaatst naar Nederland en vervolgens naar het Generaal-Gouvernement.

### Operatie Barbarossa
Bij het begin van Operatie Barbarossa, de aanval op de Sovjet-Unie, vormde het 13e Legerkorps, bestaande uit twee infanteriedivisies, de reserve van het 4e Leger. Pas op 29 juni 1941 staken ze de grens over. In de eerste maanden was het korps nauwelijks of niet betrokken bij de gevechten. De beide divisies ruimden in de achterhoede de overgebleven weerstandsnesten van de omsingelde Sovjets op, die aan de aandacht van de andere divisies van het 4de Leger waren ontsnapt. Het ging over kleinschalige acties, meestal op niveau van bataljons of zelfs compagnieën. Dit vertraagde hun opmars en omdat de afstand tussen het korps en de rest van het 4de Leger te groot was geworden, werd het 13e Legerkorps begin juli 1941 aan het 2e Leger overgedragen. Het korps stak de Dnjepr over en het was betrokken bij gevechten rond Tsjernihov en de vernietiging van het 21ste Leger tijdens de opmars van Pantsergroep 2 naar Kiev.
Bij het begin van operatie Taifun, de aanval op Moskou, vormden de twee divisies van het 13e Legerkorps de zuidelijke flank van het 4e Pantserleger. Twee dagen na het begin van de aanval veroverden ze Kirov. Terwijl de pantserdivisies naar het noordoosten afbogen, vervolgde het korps zijn opmars naar het oosten. Op 7 oktober bereikte de voorhoede Suchinici, dat na een kort gevecht werd bezet. Na een korte rustpauze hervatten de beide divisies de aanval en op 10 oktober bereikten ze Kaluga. Na het begin van de herfstregen vertraagde de opmars en bij het begin van de winter kwam de opmars bij Tarusa tot stilstand. Generaal Felber begon met de opbouw van een verdedigingslinie langs de Oka.
Toen op 5 december 1941 het Sovjet-tegenoffensief losbarstte, bleef het aanvankelijk rustig aan het front van het 13e Legerkorps. Pas op 14 december ondernam het 49e Leger enkele pogingen om de verdediging te doorbreken, maar de Duitsers hielden stand. De volgende dagen concentreerden de Sovjets hun aanvallen op de 2e Pantsergroep rond Toela en aan het front van het 13e Legerkorps, maar ze boekten nauwelijks vooruitgang. Op 21 december 1941 veroverden de Sovjets Kaluga en dwongen het 43e Korps tot de terugtocht. Het 13e Legerkorps verloor het contact met zijn zuidelijke buur en generaal Felber beval een terugtocht. Ski- en cavalerietroepen van het Rode Leger stortten zich in de bres tussen de beide korpsen. Generaal Felber trok zich verder terug naar Maloyoaroslavets en uiteindelijk naar Medyn. In de verwarrende gevechten van januari en februari 1942 hield het korps stand. Ze bouwden een ononderbroken front op, vernietigden de doorgebroken Sovjet-divisies en zuiverden de achterhoede van parachutisten en partizanen.

### Fall Blau
In juni 1942 nam het 13e Legerkorps als onderdeel van het 4e Pantserleger deel aan Fall Blau. Het korps, dat de noordelijke flank van het leger vormde, bestond uit 1 pantser- en twee infanteriedivisies. De opmars verliep snel en begin juli 1942 bereikten ze de Don. Na de verovering van Voronezh droeg generaal Straube de pantserdivisie over aan het 24e Korps. Het 13e Legerkorps bleef achter en kreeg de taak om de noordelijke flank te beschermen. Generaal Straube vormde een linie ten noorden van Voronezh. Zijn drie divisies (385e Infanteriedivisie, 82ste Infanteriedivisie en 88e Infanteriedivisie) verdedigden een frontlijn van meer dan 90 kilometer. De verdediging langs de Don ten zuiden van de stad was in handen van het Hongaarse 2e Leger. Het front bleef relatief ongewijzigd van juli 1942 tot februari 1943. 
Na de nederlaag van het 6e Leger bij Stalingrad en de ineenstorting van het Hongaarse 2e Leger was de posities van het Duitse 2e Leger niet langer houdbaar.  Op 24 januari 1943 begon aan het Voronezh-front het Voronezh-Kastornoje-offensief. De Sovjets braken door de verdediging van de 82e Infanteriedivisie en ze maakten op 28 januari contact met de tanks van het zuidwestfront, die de Hongaren hadden vernietigd. Het grootse deel van het 13e Legerkorps en het 7e Korps was omsingeld bij Kasternoye. De Sovjets verzuimden echter om hun eenheden te concentreren tegen de omsingelde eenheden en daarom konden de Duitsers uitbreken. Tijdens de uitbraak moesten ze wel het grootse deel van hun voertuigen, voorraden en zware wapens achterlaten.
Het gedecimeerde 13e Legerkorps werd samen met de rest van het 2e Leger verder naar het westen gedreven. De Duitsers voerden haastig versterkingen aan. De 327e Infanteriedivisie werd aan het korps toegevoegd samen met twee pantserdivisies. Uiteindelijk stabiliseerde het front zich in maart 1943 ten westen van Koersk. Het 13de korps vormde de linkervleugel van het 2e Leger en het verdedigde de westelijke rand van de saillant bij Koersk. Het 2de leger nam niet deel aan operatie Citadel, maar het was de bedoeling dat als het offensief was geslaagd de divisies van het 2e Leger de omsingelde Sovjets zouden vernietigen.
Op 26 augustus 1943 begon het Centrale Front met de aanval op het 2e Leger als onderdeel van het Djnper-offensief. Aanvankelijk hield het 13e Legerkorps stand en de Sovjets waren gedwongen om hun reserves vroeger dan gepland in te zetten. Het korps werd aangevallen door twee legers en een tankkorps. Uiteindelijk brak de verdediging op 29 augustus. Tijdens de terugtocht verloor het korps contact met het 2e Leger en het kwam in de sector van het 4e Pantserleger terecht. Veldmaarschalk von Manstein greep in. Hij verving luitenant-generaal Siebert door luitenant-generaal Hauffe en het korps werd aan het 4e Pantserleger toegevoegd. De nieuwe commandant zorgde ervoor dat de terugtocht niet in een vlucht ontaardde. De drie divisies van het 13de korps trokken zich terug achter de Dnjepr ten noorden van Kiev, maar ook deze posities moesten ze in oktober 1943 opgeven.
Op 3 november 1943 brak het 1e Oekraïense Front vanuit het bruggenhoofd ten noorden van Kiev door de verdediging van het 13e Legerkorps. Op 6 november 1943 werd Kiev bevrijd. Op 11 november 1943 veroverde het 3e Gardepantserleger Zjytomyr, waardoor het een bres sloeg tussen het 13e Legerkorps en het 59e Legerkorps. De legers van het 1e Oekraïense Front waren echter verspreid en de Duitsers zagen een kans. Gesteund door de infanteriedivisies van het 13e Legerkorps ging het 48e Pantserkorps in de tegenaanval. De Sovjets werden teruggedreven en de bres werd gedicht.

### Terugtocht naar Brody
Op 24 december 1943  begon het winteroffensief van het 1e Oekraïense Front. De Sovjetlegers braken op twee plaatsen door het Duitse 4e Pantserleger. In het zuiden liepen het 38e Leger en het 40e Leger het Duitse 46e Pantserkorps onder de voet en ze rukten op in de richting van Vinnitsa. Meer naar het noorden sloegen het 18e Leger en het 1e Gardeleger een bres in de linie van het 13e Legerkorps. Het 1e Oekraïense Front wierp het 3e Garde-tankleger in de opening en de tanks rukten op in de richting van Zjytomyr, dat op 31 december 1943 werd veroverd. Het 13e Legerkorps, dat uit een samenraapsel van drie onderbemande divisies bestond, was niet opgewassen tegen deze overmacht en het verloor het contact met zijn buren.
Veldmaarschalk von Manstein beschikte niet over voldoende reserves om beide bressen te dichten en daarom concentreerde hij zich op de zuidelijke aanval, die op dat ogenblik het grootste gevaar vormde. Deze aanval dreigde de terugtocht van Legergroep Zuid af te snijden. Het 59e Korps en het 13e Legerkorps kregen de opdracht om zich terug te trekken, de noordelijke aanval te vertragen en een nieuwe verdedigingslinie te vormden. Voor deze taak waren er geen reserves beschikbaar, waardoor de opdracht bijna onmogelijk kon worden uitgevoerd. 
Op 6 januari 1944 veroverde het 60e Leger het strategische knooppunt Novograd-Volynsky. Vanaf deze stad leidde de zuidelijke weg naar Shepetovka en de westelijke weg naar Rovno en verder naar Lviv, de hoofdstad van Galicië. Veldmaarschalk von Manstein gaf het 59e Korps opdracht de noordelijke flank van het 4e Pantserleger te beschermen bij Shepetovka. De opening tussen Shepetovka en de Pripjat moerassen moest worden gedicht door het 13e Legerkorps.  Hij verplaatste het hoofdkwartier naar Rovno, waar de hoofdweg zich vertakte naar zuidwesten (Lviv) en naar het noordwesten (Kovel). In dit onherbergzame gebied waren nauwelijks wegen en het winterweer maakte elke verplaatsing moeilijk. Het bezit van de wegen was van het allerhoogste belang. Generaal Hauffe kreeg de beschikking over de 454e Divisie en Korps-Abteilung C. De 454e Divisie was een Sicherheitsdivision, die de voorbije jaren in de achterhoede tegen partizanen had gevochten. De divisie beschikte over twee infanterieregimenten bestaande uit drie garnizoensbataljons en één regiment cavalerie. Ze beschikte nauwelijks over zware wapens en artillerie. Het Korps-Abteilung C bestond uit restanten van drie reguliere divisies en had de gevechtskracht van één divisie. Luitenant-generaal Lange, bevelhebber van d Korps-Abteilung, was een energieke commandant. Hij vormde drie gevechtsgroepen, met als kern de reguliere divisies. Voertuigen, artillerie en zware wapens verdeelde hij over de drie gevechtsgroepen. 
Op het moment dat het hoofdkwartier van het korps in Rovno arriveerde, was de situatie al onhoudbaar. Het 13e Leger naderde de stad vanuit het oosten en ten noorden van Rovno bevonden zich het 1e en het 6de Garde-cavaleriekorpsen van het Rode Leger. De cavaleristen waren niet gebonden aan de wegen en gesteund door lokale partizanen rukten ze verder naar het westen op. Ze bedreigden de verbindingslijnen van het 13e Legerkorps ten westen van Dubno en Kovel. Generaal Hauffe meldde op 21 januari dat hij niet in staat was de wegen ten westen van Rovno te beschermen en dat de val van de stad een kwestie van dagen was. Op 2 februari 1944 viel Rovno en op dezelfde dag liep het 1ste Gardecavaleriekorps het garnizoen van Lutsk onder de voet. Lutsk lag meer dan dertig kilometer ten westen van Rovno. Het 13e Legerkorps begon zich terug te trekken naar Dubno, maar het stadje werd reeds bedreigd door het 6de Gardecavaleriekorps. Meer naar het noorden verschenen de Sovjets nabij Kovel. Veldmaarschalk von Manstein beschikte slechts over één gevechtsgroep van de 7e Pantserdivisie, want hij had zijn reserves nodig bij Cherkassy. 
Op 10 februari 1944 durfde veldmaarschalk von Manstein niet langer wachten. De linkerflank van het 4e Pantsersleger dreigde volledig ineen te storten  De 340e Infanteriedivisie (drie bataljons infanterie en twee artilleriebataljons) werd aan het 13e Legerkorps toegewezen en het 48e Pantserkorps kreeg de beschikking over twee pantserdivisies voor een aanval in de richting van Kovel. De sneeuw vertraagde de aanval tot 22 februari, maar daarna boekten de Duitsers succes. Beide cavaleriekorpsen werden teruggedreven. Tegen het einde van de maand hadden het 48e Korps en het 13e Legerkorps de situatie min of meer onder controle en ze vormden een linie ten oosten van Brody.

### Omsingeling bij Brody
Het 13e Legerkorps vormde de noordelijke flank van het 1e Pantserleger. Generaal Hauffe had zijn divisies opgesteld in een boog ten oosten van Brody om de toegangswegen naar Lviv te beschermen. De 454e Divisie bevond zich ten noorden van de stad en hield contact met het naburige 46e Pantserkorps van het 4de Pantserleger. De 361e Infanteriedivisie, die de sterkste gevechtseenheid was, bevond zich ten oosten van Brody. Korpsdetachment C, bestaande uit de restanten van drie divisies, verdedigde de stad en de 349e Infanteriedivisie verdedigde de zuidelijke flank. Generaal Hauffe kreeg de 14de SS-Waffengrenadiersdivisie als reserve, maar hij had weinig vertrouwen in de gevechtskracht van de Oekraïners en de divisie bevond zich in de achterhoede.
Op 13 juli 1944 sloeg het 1e Oekraïense Front een bres tussen het 13e Legerkorps en het naburige 4e Pantserleger. Meer naar het zuiden brak het 60e Leger door de 349e Infanteriedivisie en sloeg een tweede bres in de Duitse linie. De centrale frontsector werd ook aangevallen, maar de 316e Infanteriedivisie hield stand. Het 48e Pantserkorps probeerde zuidelijk de bres te dichten, maar de Sovjets sloegen de Duitse tegenaanval af. Maarschalk Konev zag een kans het korps te omsingelen en hij stuurde zijn twee tanklegers door de zuidelijke bres. Ondanks hun numerieke overwicht konden de Sovjets de situatie niet uitbuiten. Niet gehinderd door de verliezen wierp maarschalk Konev nog extra troepen in de strijd. Op 17 juli stortte het front ten zuiden van Brody volledig ineen. De tankkorpsen reden dwars door de 14e Waffen-Grenadier-Divisie der SS en op 18 juli sloot de tang zich bij Busk rond het 13e Korps. Ongeveer 30.000 soldaten, Waffen-SS’ers, Luftwaffe-personeel en logistieke troepen waren omsingeld in een pocket rond Brody. Veldmaarschalk Model beval het korps een uitbraak te doen in de richting van het 48e Pantserkorps. Het 13e Legerkorps moest twintig kilometer afleggen door moeilijk terrein, dat bestond uit steile heuvels, moerassen en bossen. Bovendien moesten twee rivieren worden overgestoken. Generaal Hauffe kreeg een zenuwinzinking en hij verscheen niet meer in het hoofdkwartier. Luitenant-generaal Lange, commandant van de Korps-Abteilung C, nam het bevel over en hij organiseerde de uitbraakpoging.
De 349e Infanteriedivisie zou de spits van de uitbraak vormen, gevolgd door de 361e Infanteriedivisie en Korps-Abteilung C. Ondertussen zouden de minst mobiele divisies, de 445e Divisie en de 14e Waffen-Grenadier-Divisie der SS, de oostelijke en noordelijke rand van de pocket verdedigen. Op 20 juli 1944 ondernamen de Duitsers een eerste poging. Ze braken door de eerste Sovjet linie, staken de Boeg over en bereikten Złoczew. Toen de avond begon waren ze nog maar 10 kilometer gescheiden van het 48e Pantserkorps. Maarschalk Konev besefte dat de Duitsers op het punt stonden om uit te breken en hij wierp elke beschikbare eenheid in de strijd om de pocket te vernietigen. Duikbommenwerpers en jachtvliegtuigen vielen de Duitse stellingen aan. De artillerie bestookte alle wegen in de pocket. Twee Sovjetkorpsen vielen de oostelijke rand aan, waar de Waffen-SS’ers probeerden stand te houden. Tegen de avond verminderde de strijd. De Duitsers hielden stand, maar de 14e Waffen-Grenadier-Divisie der SS was niet langer een georganiseerde eenheid. In de pocket geraakten de wegen naar het zuiden geblokkeerd door wrakken van vernietigde voertuigen. Ondertussen blokkeerde maarschalk Konev de uitbraakpoging en heroverde enkele heuvels ten noorden van Kosaky, waardoor de voornaamste ontsnappingsroute was afgesneden. De Duitsers werden teruggedreven naar het gebied tussen Złoczew en Boeg.
In de nacht van 21 juli ondernam luitenant-generaal Lange een tweede poging. Hij verlegde het zwaartepunt naar het westen. Twee colonnes van Korps-Abteilung C bereikten de hoofdweg naar Lviv. De rechtercolonne liep vast ten noorden van Kniaze en werd teruggedreven, maar de andere groep brak door de Sovjet-linie. Zonder verbinding met de rest van de troepen in de pocket besloten de officieren ter plaatse niet te wachten en verder naar het zuiden te trekken. Ongeveer 10 kilometer ten zuiden van de hoofdweg ontmoetten ze rond de middag de voorhoede van het Duitse 1e Pantsergrenadiersregiment.  Het regiment was door de omsingeling gebroken en de pantsergrenadiers wisten enkele uren stand te houden tegen de Sovjets. Geconfronteerd met het gevaar om zelf afgesneden te worden trokken ze zich terug. Ongeveer 3.500 soldaten van Korps-Abteilung C ontsnapten door de smalle corridor.
In de loop van 21 juli 1944 stortte de pocket ineen. SS-Brigadeführer Freitag verklaarde dat hij de divisie niet langer onder controle had en hij sloeg op de vlucht. De 14e Waffen-Grenadier-Divisie der SS desintegreerde volledig. Groepjes Waffen-SS’ers probeerden uit handen van de Sovjets te blijven door zich te verschuilen in de bossen. Anderen wierpen hun wapens weg en vervingen hun uniform door burgerkledij. Ook de 454e Divisie viel uiteen in kleine groepen, die probeerden te ontkomen. De meeste soldaten werden door de Sovjets gedood of gevangengenomen.
Luitenant-generaal Lange gaf opdracht tot een laatste uitbraakpoging. Majoor-generaal Lindemann van de 361e Infanteriedivisie leidde een gevechtsgroep. Onder dekking van de duisternis staken ze de Boeg over, braken door de eerste linie bij Zulice en staken daarna de Zloczowa over. Maarschalk Konev gaf de 91e Tankbrigade opdracht de uitbraak te blokkeren. Met de moed der wanhoop vielen de Duitsers de tanks aan met granaten, Panzerfausts en molotov-cocktails.  De Duitsers leden zware verliezen, maar een deel van de gevechtsgroep brak door de brigade bij Zalesie en tegen de avond bereikten ze de Duitse linies.
Op 22 juli 1944 gaven de Duitsers in de pocket zich over. Het 13e Legerkorps was volledig vernietigd. Ongeveer 5.000 Duitsers waren ontsnapt, maar tijdens de gevechten verloor het korps meer dan 8.000 doden en gewonden. De Sovjets namen ongeveer 17.000 soldaten gevangen. Generaal Hauffe pleegde zelfmoord door op een mijn te stappen toen hij door de Sovjets werd gevangengenomen. Majoor-generaal Lindeman en majoor-generaal Nedtwig gaven zich over. Beide officieren waren gewond. Luitenant-generaal Lange ontsnapte met een aantal officieren, waaronder majoor-generaal Lasch. Ook  SS-Brigadeführer Freitag bereikte de Duitse linies. Op 5 augustus 1944 werd het korps ontbonden.

### Heroprichting 1945
Op 8 januari 1945 werd het territoriale korps Höheres Kommando Vogesen omgevormd naar het 13e Legerkorps. Het korps vormde de rechterflank van het 7e Leger ten noorden van Trier. De activiteiten in deze frontsector beperkte zich tot kleine schermutselingen. In maart 1945 trok het korps zich terug over de Rijn. De aanval van de 10e Amerikaanse Tankdivisie dwong het korps tot een verdere terugtocht naar het zuiden en begin mei 1945 gaf de staf van het 13e Legerkorps zich over.

## Commandanten
| Rang                    | Naam                            | Begin            | Eind             |
| ----------------------- | ------------------------------- | ---------------- | ---------------- |
| Generaal der Cavalerie  | Maximilian von Weichs           | 12 oktober 1937  | 26 oktober 1939  |
| Luitenant-generaal      | Heinrich von Vietinghoff-Scheel | 27 oktober 1939  | 25 oktober 1940  |
| Generaal der Infanterie | Hans-Gustav Felber              | 25 oktober 1940  | 13 januari 1942  |
| Luitenant-generaal      | Otto-Ernst Ottenbacher          | 14 januari       | 21 april 1942    |
| Luitenant-generaal      | Erich Straube                   | 21 april 1942    | 20 februari 1943 |
| Luitenant-generaal      | Friedrich Siebert               | 20 februari 1943 | 7 september 1943 |
| Luitenant-generaal      | Arthur Hauffe                   | 7 september 1943 | 25 april 1944    |
| Luitenant-generaal      | Johannes Block                  | 25 april 1944    | 5 juni 1944      |
| Generaal der Infanterie | Arthur Hauffe                   | 5 juni 1944      | 22 juli 1944     |
| Generaal der Infanterie | Hans-Gustav Felber              | 8 januari 1945   | 11 februari 1945 |
| Luitenant-generaal      | Ralph Graf von Oriola           | 12 februari 1945 | 31 maart 1945    |
| Luitenant-generaal      | Max Bork                        | 31 maart 1945    | 15 april 1945    |
| Generaal der Infanterie | Walther Hahm                    | 15 april 1945    | 20 april 1945    |
| Generaal der Artillerie | Walther Lucht                   | 20 april 1945    | 8 mei 1945       |

Op 1 juni 1940 werd Heinrich von Vietinghoff tot generaal der Pantsertroepen bevorderd. Luitenant-generaals Otto-Ernst Ottenbacher en Johannes Block waren slechts plaatsvervangende commandanten van het korps. Op 1 juni 1942 werd Erich Straube tot generaal der Infanterie bevorderd, waarbij hij het feitelijke commando over het korps kreeg. Op 23 februari 1943 werd hij gewond en hij droeg het bevel over aan luitenant-generaal Friedrich Siebert, die op 1 mei 1943 bij zijn bevordering tot generaal der Infanterie het definitieve bevel kreeg. Op 1 november 1943 werd Arthur Hauffe tot generaal der Infanterie bevorderd en kreeg hij het feitelijke bevel over het korps. Hij sneuvelde bij zijn gevangenname door het Rode Leger.